# Đường sắt Miến Điện
Bài này viết về tuyến đường sắt được Nhật Bản xây dựng trong Thế chiến II. Về các bài viết liên quan tới các tuyến đường sắt của Myanmar, xem Các tuyến đường sắt của Myanma.
Đường sắt Miến Điện, cũng được gọi là Đường sắt chết chóc, Đường sắt Thái Lan-Miến Điện và những cái tên tương tự, là một tuyến đường sắt dài 415 km (258 dặm) giữa Bangkok, Thái Lan và Rangoon, Miến Điện (hiện là Myanmar), được Đế quốc Nhật Bản xây dựng trong Chiến tranh thế giới thứ hai, để hỗ trợ các lực lượng của họ tại Mặt trận Miến Điện.
Lao động cưỡng bức đã được sử dụng để xây dựng tuyến đường này. Khoảng 180.000 lao động châu Á, 60.000 tù binh chiến tranh Đồng Minh đã làm việc trên tuyến đường. Trong số đó, khoảng 90.000 lao động châu Á và 16.000 tù binh chiến tranh Đồng Minh đã chết vì hậu quả trực tiếp của dự án. Những tù binh chiến tranh thiệt mạng gồm 6.318 người Anh, 2.815 người Úc, 2.490 người Hà Lan, khoảng 356 người Mỹ và một số lượng nhỏ người Canada.

## Lịch sử

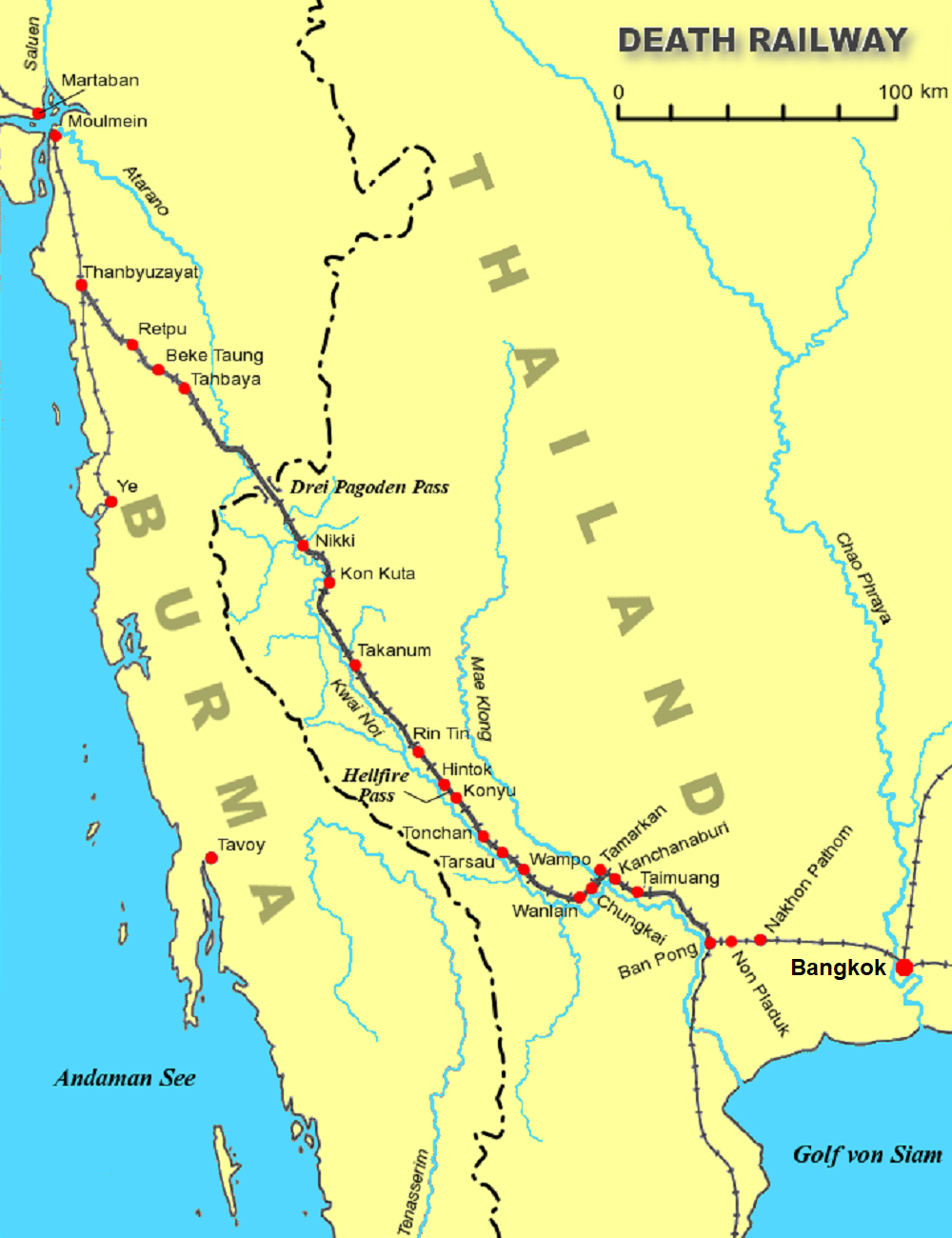
Bản đồ đường sắt Miến Điện

Một tuyến đường sắt giữa Thái Lan và Miến Điện đã được khảo sát từ đầu thế kỷ 20, bởi chính phủ Anh tại Miến Điện, nhưng tuyến đề xuất — xuyên qua rừng già nhiều đồi núi bị chia cắt bởi quá nhiều con sông — bị coi là quá khó để thực hiện.
Năm 1942, các lực lượng Nhật Bản xâm lược Miến Điện từ Thái Lan và chiếm nó từ tay người Anh. Để duy trì các lực lượng của mình ở Miến Điện, người Nhật phải đưa trang bị hậu cần và quân đội tới Miến Điện bằng đường biển, qua Eo biển Malacca và Biển Andaman. Con đường này rất dễ bị tàu ngầm Đồng Minh tấn công, và một phương tiện vận chuyển khác là cần thiết. Cách thay thế tốt nhất là một tuyến đường sắt. Người Nhật bắt đầu dự án vào tháng 6 năm 1942.
Họ định nối Ban Pong với Thanbyuzayat, qua Đèo Ba Chùa. Việc xây dựng bắt đầu tại biên giới Thái Lan ngày 22 tháng 6 năm 1942 và tại Miến Điện cũng ở khoảng thời gian đó. Đa số vật liệu xây dựng cho tuyến đường, gồm cả đường ray và tà vẹt, đều được tháo từ các đoạn bị bỏ của mạng lưới Đường sắt Liên bang Malay và từ Đông Ấn Hà Lan.
Ngày 17 tháng 10 năm 1943, hai đoạn đường gặp nhau tại khoảng 18 km (11 dặm) phía nam Đèo Ba Chùa ở Konkuita (Kaeng Khoi Tha), quận Sangkhla Buri, Tỉnh Kanchanaburi). Hầu hết các tù binh chiến tranh sau đó được chuyển sang Nhật Bản. Những người ở lại để bảo dưỡng tuyến đường vẫn phải chịu các điều kiện sống khủng khiếp và các trận ném bom của Đồng Minh.
Đoạn nổi tiếng nhất của tuyến đường có lẽ là Cầu 277 qua Sông Khwae Yai (tiếng Thái แควใหญ่, tiếng Việt "phụ lưu lớn") (Con sông ban đầu được gọi là Mae Klong và được đổi tên lại thành Khwae Yai năm 1960). Nó đã trở thành bất tử bởi Pierre Boulle trong cuốn sách của ông và bộ phim dựa trên nó: Cầu qua sông Kwai. Tuy nhiên, có nhiều người nói rằng bộ phim hoàn toàn không hiện thực và không thể hiện các điều kiện đối xử thực tế với các tù binh. Câu cầu gỗ đầu tiên qua Khwae Noi (tiếng Thái แควน้อย, tiếng Việt "phụ lưu nhỏ") được hoàn thành tháng 2 năm 1943, sau đó là một cây cầu thép và bê tông vào tháng 6 năm 1943. Đồng Minh đã có nhiều nỗ lực phá huỷ câu cầu, nhưng chỉ gây được thiệt hại cho nó trong những lần tấn công đầu tiên. Ngày 2 tháng 4 năm 1945, phi đội ném bom AZON thuộc Nhóm Ném bom Hạng nặng số 458 Hoa Kỳ đã phá huỷ cầu 277. Sau chiến tranh, hai đoạn hình vuông trung tâm đã được làm tại Nhật Bản để sửa chữa cây cầu, và được tặng cho Thái Lan.

### Hậu chiến
Sau cuộc chiến tuyến đường sắt ở tình trạng rất tồi tệ để có thể phục vụ dân dụng cho hệ thống đường sắt Thái Lan, và cần được đại tu. Ngày 24 tháng 6 năm 1949, đoạn đầu tiên từ Kanchanaburi tới Nong Pladuk (tiếng Thái หนองปลาดุก) được hoàn thành; ngày 1 tháng 4 năm 1952, đoạn nối tiếp đến
Wang Pho (Wangpo); và cuối cùng ngày 1 tháng 7 năm 1958, tới Nam Tok (tiếng Thái น้ำตก, tiếng Việt "thác nước".) Đoạn đường sắt vẫn được sử dụng dài khoảng 130 km. (80 dặm) Sau Nam Tok, đoạn đường đã bị bỏ. Các thay ray sắt đã được dỡ để tái sử dụng mở rộng ga đường sắt Bangsue, tăng cường tuyến đường đôi BKK-Banphachi, nâng cấp đường từ Thung Song tới Trang, và xây dựng cả đường nhánh Nong Pladuk-Suphanburi và Ban Thung Pho-Khirirat Nikhom. Nhiều phần đã được chuyển thành một tuyến đường đi bộ.
Từ thập niên 1990 đã có những kế hoạch xây dựng lại hoàn toàn tuyến đường sắt, những chúng vẫn chưa trở thành hiện thực.

## Công nhân trên cầu

### Các điều kiện khi xây dựng
Điều kiện sống và làm việc trên tuyến đường rất kinh khủng. Ước tính tổng số lao động dân sự và tù binh chiến tranh chết khi xây dựng khoảng 160.000 người. Khoảng 25% công nhân tù binh chiến tranh đã chết vì làm việc quá sức, suy dinh dưỡng và các bệnh tật như tả, sốt rét, và lỵ. Tỷ lệ chết của các công nhân dân sự châu Á thậm chí còn cao hơn, số người chết là hơn 150.000 người.
Các điều kiện sống của tù binh chiến tranh được một số nghệ sĩ ghi lại là rất nguy hiểm. Đáng ngạc nhiên nhiều bức hoạ vẫn còn lại. Những tác phẩm của Jack Bridger Chalker, Philip Meninsky và Ronald Searle được giữ trong Bảo tàng Chiến tranh Đế quốc tại Luân Đôn, Anh và các tác phẩm của Ashley George Old được giữ tại Thư viện Bang Victoria ở Australia. Nhiều hình ảnh có thể được thấy trên mạng.
Các tù binh chiến tranh và công nhân châu Á cũng được sử dụng để xây dựng Đường sắt Kra Isthmus từ Chumphon tới Kra Buri, và Đường sắt Sumatra hay Palembang từ Pakanbaroe tới Moeara.
Việc xây dựng Đường sắt Miến Điện chỉ là một trong nhiều tội ác chiến tranh do Nhật Bản thực hiện ở châu Á. Hiroshi Abe, trung uý giám sát việc xây dựng tuyến đường sắt tại Sonkrai nơi có hơn 3.000 tù binh chiến tranh thiệt mạng sau này đã bị tuyên án tử hình và bị xếp hạng là một tội phạm chiến tranh hạng B/C. Án của ông sau này được giảm xuống còn 15 năm tù.

### Các nghĩa trang và đài tưởng niệm
Các nghĩa trang của những người đã chết đã được chuyển từ nơi chôn cất của trại và các địa điểm hiu quạnh dọc tuyến đường tới ba nghĩa trang chiến sau sau cuộc chiến, ngoại trừ với những người Mỹ, họ đã được đưa về nước.
Nghĩa trang chính của tù binh chiến tranh nằm tại thành phố Kanchanaburi, nơi chôn cất 6.982 tù binh chiến tranh, chủ yếu là người Anh, Australia, Hà Lan và Canada. Một nghĩa trang nhỏ hơn và hơi xa hơn phía ngoài thành phố là Chung Kai với 1.750 ngôi mộ. Tại Thanbyuzayat ở Myanmar có 3.617 ngôi mộ tù binh chiến tranh bao gồm 3.149 Khối thịnh vượng chung và 621 Hà Lan đã chết ở phần phía bắc tuyến đường, tới Nieke. Ba nghĩa trang được Hội đồng Nghĩa trang Chiến tranh Khối thịnh vượng chung duy trì.
902 tù binh chiến tranh Hoa Kỳ thuộc Trung đoàn Pháo binh Trận địa số 131 và những người sống sót từ chiếc tuần dương hạm USS Houston-668 đã được gửi tới làm việc trên tuyến đường, trong số đó 133 người chết.
Có nhiều bảo tàng dành cho những người đã thiệt mạng khi thi công tuyến đường sắt, bảo tàng lớn nhất nằm tại Hellfire Pass (phía bắc ga cuối hiện nay ở Nam Tok), nơi có số thiệt hại nhân mạng lớn nhất. Cũng có một đài tưởng niệm Australia tại Hellfire Pass. Hai bảo tàng khác tại Kanchanaburi, Bảo tàng Đường sắt Thái Lan-Miến Điện (được mở cửa tháng 3 năm 2003), và Bảo tàng Chiến tranh JEATH. Tại cầu Khwae có một tấm bảng tưởng niệm và một đầu máy lịch sử được trưng bày.
Một đoạn được bảo tồn của tuyến đường tại Đài tưởng niệm Quốc gia Arboretum ở Anh Quốc.

### Những nhân vật nổi bật khi xây dựng cầu
- Sir Ernest Edward "Weary" Dunlop, bác sĩ phẫu thuật người Australia nổi tiếng vì vai trò lãnh đạo các tù binh chiến tranh trên tuyến đường
- Herbert James "Ringer" Edwards, binh sĩ người Australia sống sót sau khi bị đóng đinh trên thánh giá bởi binh lính Nhật khi làm việc trên tuyến đường
- Ernest Gordon, cựu trưởng tu viện Presbyterian của thánh đường tại Đại học Princeton.
- Frank Pantridge, nhà vật lý Anh
- Philip Toosey, Sĩ quan cao cấp Đồng Minh tại Cầu qua sông Kwai
- R.M. Hare, nhà triết học
- Rohan Rivett – ban đầu là một thành viên của AIF thứ hai (được thả năm 1941), nhăng sau đó làm phóng viên cho M.B.C tại Singapore. Sau khi tìm cách vượt 700 km, chủ yếu bằng thuyền chèo tay, trốn từ Singapore, đã có 3 năm làm việc trên tuyến Đường sắt Miến Điện. Đã viết một cuốn sách liệt kê các sự kiện.
- Ronald Searle, họa sĩ người Anh và là người sáng tạo ra các nhân vật St. Trinians.
- Elle Serdenes, người phụ nữ duy nhất. Bà ăn mặc như một người đàn ông và giúp việc xây dựng. Bà mất vì già.
- Eric Lomax, Tác giả của The Railway Man, một cuốn tự truyện dựa trên các sự kiện đó.

## Một số chiếc cầu đáng chú ý dọc tuyến đường
- Cầu sắt 346.40 mét qua sông Kwae Yai tại Tha Makham km. 56 + 255.1
- Giàn gỗ 90 mét qua sông Songkalia km. 294 + 418
- Giàn gỗ 56 mét qua sông Mekaza km. 319 + 798
- Giàn gỗ 75 mét qua sông Zamithi km. 329 + 678
- Cầu bê tông 50 mét qua sông Apalong km. 333 + 258.20
- Giàn gỗ 60 mét qua sông Anakui km. 369 + 839.5

## Sách tham khảo
- Blair, Clay, Jr. (1979). Return from the River Kwai. Joan Blair. New York: Simon & Schuster.{{Chú thích sách}}:  Quản lý CS1: nhiều tên: danh sách tác giả (liên kết)
- Boulle, Pierre (1954). Bridge on the River Kwai. London: Secker & Warburg.
- Bradden, Russell (ngày 1 tháng 5 năm 2001). The Naked Island. Edinburgh: Birlinn.{{Chú thích sách}}:  Quản lý CS1: năm (liên kết)
- Commonwealth War Graves Commission (2000). The Burma-Siam Railway and its Cemeteries. England: Information sheet.
- Davies, Peter N. (1991). The Man Behind the Bridge: Colonel Toosey and the River Kwai. London: Athlone Press.
- Daws, Gavan (1994). Prisoners of the Japanese: POWs of World War II in the Pacific. New York: William Morrow & Co.
- Dunlop, E. E. (1986). The War Diaries of Weary Dunlop: Java and the Burma-Thailand Railway. Ringwood, Victoria, Aus: Penguin Books.
- Gordon, Ernest (1962). Through the Valley of the Kwai: From Death-Camp Despair to Spiritual Triumph. New York: Harper & Bros.
- Gordon, Ernest (2002). To End all Wars. HarperCollins. ISBN 0007118481.
- Hardie, Robert (1983). The Burma-Siam Railway: The Secret Diary of Dr. Robert Hardie, 1942-1945. London: Imperial War Museum.
- Henderson, W. (1991). From China Burma India to the Kwai. Waco, Texas, USA: Texian Press.
- Hornfischer, James D. (2006). Ship of Ghosts. New York: Bantam. ISBN 978-0-553-38450-5.
- Kinvig, Clifford (1992). River Kwai Railway: The Story of the Burma-Siam Railway. London: Brassey’s. ISBN 0-08-037344-5.
- La Forte, Robert S. (1993). Building the Death Railway: The Ordeal of American POWs in Burma. Wilmington, Delaware, USA: SR Books.
- Latimer, Jon (2004). Burma: The Forgotten War. London: John Murray.
- Lomax, Eric (1995). The Railway Man: A POW's Searing Account of War, Brutality and Forgiveness. New York: W. W. Norton. ISBN 0393039102.
- MacArthur, Brian (2005). Surviving the Sword: Prisoners of the Japanese in the Far East, 1942-1945. New York: Random House.
- Rees, Laurence (2001). Horror in the East: Japan and the Atrocities of World War II. Boston: Da Capo Press.
- Reminick, Gerald (2002). Death's Railway: A Merchant Mariner on the River Kwai. Palo Alto, CA, USA: Glencannon Press.
- Reynolds, E. Bruce (2005). Thailand's Secret War: The Free Thai, OSS, and SOE During World War II. New York: Cambridge University Press.
- Richards, Rowley (1989). The Survival Factor. Marcia McEwan. Sydney: Kangaroo Press. ISBN 086417246X.
- Rivett, Rohan D. (1946). Behind Bamboo. Sydney: Angus & Roberston (later Penguin, 1992). ISBN 0-140-14925-2.
- Searle, Ronald (1986). To the Kwai and Back: War Drawings. New York: Atlantic Monthly Press.
- Teel, Horace G. (1978). Our Days Were Years: History of the "Lost Battalion," 2nd Battalion, 36th Division. Quanah, TX, USA: Nortex Press.
- Thompson, Kyle (1994). A Thousand Cups of Rice: Surviving the Death Railway. Austin, TX, USA: Eakin Press.
- Velmans, Loet (2003). Long Way Back to the River Kwai: Memories of World War II. New York: Arcade Publishing.
- Webster, Donovan (2003). The Burma Road: The Epic Story of the China-Burma-India Theater in World War II. New York: Straus & Giroux.
- Wigmore, Lionel (1957). The Japanese Thrust - Australia in the War of 1939-1945. Canberra: Australian War Memorial.